# Как приручить дракона (фильм, 2025)
«Как приручить дракона» (англ. How to Train Your Dragon) — американский фэнтезийный фильм, снятый по мотивам одноимённой книги британской детской писательницы Крессиды Коуэлл, а также ремейк одноимённого мультфильма. Автором сценария, продюсером и режиссёром стал Дин Деблуа, который ранее снял трилогию студии DreamWorks Animation. Главные роли в фильме исполнили Мейсон Темз, Нико Паркер, Джерард Батлер и Ник Фрост.
Премьера фильма состоялась 13 июня 2025 года.

## В ролях
- Мейсон Темз — Иккинг Кровожадный Карасик III, неловкий сын Стоика Обширного[4];
- Нико Паркер — Астрид, сокурсница Иккинга по обучению драконов, а также его возлюбленная[4];
- Джерард Батлер — Стоик Обширный, вождь Олуха и отец Иккинга[5];
- Ник Фрост — Плевака, кузнец Олуха, близкий друг Стоика и учитель молодых новобранцев племени, тренирующих драконов[6];
- Джулиан Деннисон — Рыбьеног Джастин Ингерман[7];
- Габриэль Хауэлл — Сморкала Йоргенсон[7];
- Бронвин Джеймс — Забияка Торстон[7];
- Гарри Тревалдуин[англ.] — Задирака Торстон[7].

## Производство

### Разработка
В феврале 2023 года стало известно, что на студии Universal Pictures разрабатывается фильм с живыми актёрами на основе кинотрилогии DreamWorks Animation «Как приручить дракона», основанной, в свою очередь, на одноимённой серии книг Крессиды Коуэлл. Режиссёром, сценаристом и продюсером фильма выступил Дин ДеБлуа, который ранее написал сценарий и снял анимационную трилогию, а Марк Платт и Адам Сигел стали сопродюсерами фильма. В том же месяце Джон Пауэлл подтвердил своё участие в создании музыкального сопровождения к фильму. Ранее Пауэлл уже сотрудничал с проектом, написав саундтрек к оригинальной трилогии.

### Кастинг
В мае 2023 года стало известно, что Мейсон Теймс и Нико Паркер получили роли Иккинга и Астрид соответственно. В январе 2024 года Джерард Батлер получил роль Стоика Обширного из анимационных фильмов, позже в том же месяце Ник Фрост получил роль Плеваки.

### Съёмки
Первоначально съёмки должны были начаться в июле 2023 года в Белфасте, Северная Ирландия, но были отложены из-за забастовки SAG-AFTRA в 2023 году. После окончания забастовки кинопробы были назначены на декабрь 2023 года, а производство планировалось начать в январе 2024 года. Съёмки начались 15 января 2024 года и завершились 17 мая того же года. Оператором фильма стал Билл Поуп.

## Премьера
Мировая премьера фильма «Как приручить дракона» состоялась на CinemaCon в Caesars Palace в Лас-Вегасе 2 апреля 2025 года в рамках презентации компанией Universal Pictures своего списка фильмов на 2025 год.
Премьера фильма состоялась 13 июня 2025 года, в том числе в форматах RealD 3D, IMAX, 4DX и ScreenX. Ранее премьера была запланирована на 14 марта 2025 года, но была перенесена из-за забастовки SAG-AFTRA.

## Сиквел
2 апреля 2025 года на CinemaCon компания Universal Pictures объявила, что в разработке находится ремейк второго фильма оригинальной анимационной трилогии «Как приручить дракона 2» (2014). Его премьера запланирована на 11 июня 2027 года.